# Ningaui timealeyi
Ningaui timealeyi är en pungdjursart som beskrevs av William Archer 1975. Ningaui timealeyi ingår i släktet Ningaui och familjen rovpungdjur. IUCN kategoriserar arten globalt som livskraftig. Inga underarter finns listade.
Pungdjuret förekommer i nordvästra Australien. Arten vistas där på halvtorra gräsmarker som främst är täckta med gräs av släktet Spinifex, ofta nära klippor.